# AIM Mail
AIM Mail（エーアイエムメール）はAOL Instant Messenger(AIM)系列のフリーメールサービス。WebメールとIMAP4・SMTPに対応している。
2005年5月12日からベータテストが始まり、2005年6月8日から正式提供が始まる。
スクリーンネーム（AOL・AIM・Netscape）があれば登録が出来る。ドメイン名は「@aim.com」だが、「@aol.com」でメールを受信することもできる。
2006年8月25日にNetscape MailがAIM Mailに統合された。Netscape Mailのドメイン名「@netscape.net」は統合したあともそのまま使える。
現在はベライゾン傘下のOath社によって運営されている。

## 特徴
- メールボックスの容量は無制限。
- 添付ファイルも含めて送信できる一通あたりのメールの容量は25MBまで。
- ウイルススキャンサービス・スパムフィルター搭載（日本向けのスパムに有効かは不明）